# Listă de filme idol: I
Aceasta este o listă de filme idol în ordine alfabetică. Vedeți Listă de filme idol pentru lista principală.
| Film                                                                                    | An   | Regizor                           | Surse         |
| --------------------------------------------------------------------------------------- | ---- | --------------------------------- | ------------- |
| I Bought a Vampire Motorcycle                                                           | 1990 | Dirk Campbell                     | [ 1 ]         |
| I Bury the Living                                                                       | 1958 | Albert Band                       | [ 2 ]         |
| I Drink Your Blood                                                                      | 1970 | David E. Durston                  | [ 3 ]         |
| I Heart Huckabees                                                                       | 2004 | David O. Russell                  | [ 4 ]         |
| I Married a Monster from Outer Space                                                    | 1958 | Gene Fowler                       | [ 5 ]         |
| I Married a Strange Person                                                              | 1997 | Bill Plympton                     | [ 6 ]         |
| I'm Not There                                                                           | 2007 | Todd Haynes                       | [ 7 ]         |
| I Spit on Your Grave                                                                    | 1978 | Meir Zarchi                       | [ 8 ]         |
| I Walked with a Zombie                                                                  | 1943 | Jacques Tourneur                  | [ 5 ]         |
| I Was a Teenage Werewolf                                                                | 1957 | Gene Fowler                       | [ 9 ]         |
| Idiocracy                                                                               | 2006 | Mike Judge                        | [ 10 ]        |
| Idioterne (The Idiots)                                                                  | 1998 | Lars von Trier                    | [ 11 ]        |
| Idle Hands                                                                              | 1999 | Rodman Flender                    | [ 12 ]        |
| if....                                                                                  | 1968 | Lindsay Anderson                  | [ 13 ]        |
| Iguana                                                                                  | 1988 | Monte Hellman                     | [ 14 ]        |
| Il Mio Nome è Nessuno (My Name Is Nobody)                                               | 1973 | Tonino Valerii and Sergio Leone   | [ 15 ]        |
| Ilsa: She Wolf of the SS                                                                | 1974 | Don Edmonds                       | [ 16 ]        |
| Imitation of Life                                                                       | 1959 | Douglas Sirk                      | [ 17 ]        |
| In a Lonely Place                                                                       | 1950 | Nicholas Ray                      | [ 17 ]        |
| In Bruges                                                                               | 2008 | Martin McDonagh                   | [ 18 ]        |
| In the Company of Men                                                                   | 1997 | Neil LaBute                       | [ 19 ]        |
| Inauguration of the Pleasure Dome                                                       | 1954 | Kenneth Anger                     | [ 20 ]        |
| The Incredible Shrinking Man                                                            | 1957 | Jack Arnold                       | [ 21 ]        |
| The Incredibly Strange Creatures Who Stopped Living And Became Mixed-Up Zombies         | 1963 | Ray Dennis Steckler               | [ 22 ]        |
| Incubus                                                                                 | 1966 | Leslie Stevens                    | [ 23 ]        |
| Inferno                                                                                 | 1980 | Dario Argento                     | [ 24 ]        |
| Inserts                                                                                 | 1975 | John Byrum                        | [ 25 ]        |
| Intāsutera Fō Faibu (Interstella 5555: The 5tory of the 5ecret 5tar 5ystem)             | 2003 | Kazuhisa Takenouchi               | [ 26 ]        |
| Intensive Care                                                                          | 1991 | Dorna van Rouveroy                | [ 27 ]        |
| Invaders from Mars                                                                      | 1953 | William Cameron Menzies           | [ 28 ]        |
| Invasion of the Body Snatchers                                                          | 1956 | Don Siegel                        | [ 5 ]         |
| Invocation of My Demon Brother                                                          | 1969 | Kenneth Anger                     | [ 29 ]        |
| Irma Vep                                                                                | 1996 | Olivier Assayas                   | [ 30 ]        |
| Irréversible                                                                            | 2002 | Gaspar Noé                        | [ 31 ]        |
| The Iron Giant                                                                          | 1999 | Brad Bird                         | [ 32 ] [ 33 ] |
| Ironiya Sudby, ili S Lyogkim Parom! (The Irony of Fate, also known as Enjoy Your Bath!) | 1976 | Emil Braginsky and Eldar Ryazanov | [ 34 ]        |
| Ishtar                                                                                  | 1987 | Elaine May                        | [ 35 ]        |
| Island of Lost Souls                                                                    | 1932 | Erle C. Kenton                    | [ 36 ]        |
| It Came From Beneath The Sea                                                            | 1955 | Robert Gordon                     | [ 37 ]        |
| It Came from Outer Space                                                                | 1953 | Jack Arnold                       | [ 38 ]        |
| It's a Gift                                                                             | 1934 | Norman McLeod                     | [ 5 ]         |
| It's a Mad, Mad, Mad, Mad World                                                         | 1963 | Stanley Kramer                    | [ 17 ]        |
| It's Such a Beautiful Day                                                               | 2012 | Don Hertzfeldt                    | [ 39 ]        |
| It's Alive                                                                              | 1974 | Larry Cohen                       | [ 40 ]        |
| It's All Gone Pete Tong                                                                 | 2004 | Michael Dowse                     | [ 41 ]        |
| Ivan Vasilyevich Menyayet Professiyu (Ivan Vasilievich: Back to the Future)             | 1973 | Leonid Gaidai                     | [ 42 ]        |